# Pidlisnîi Mukariv, Dunaiivți
Pidlisnîi Mukariv (în ucraineană Підлісний Мукарів) este localitatea de reședință a comunei Pidlisnîi Mukariv din raionul Dunaiivți, regiunea Hmelnîțkîi, Ucraina.

## Demografie
Componența lingvistică a localității Pidlisnîi Mukariv
     Ucraineană (99,03%)
     Alte limbi (0,97%)
Conform recensământului din 2001, majoritatea populației localității Pidlisnîi Mukariv era vorbitoare de ucraineană (99,03%), existând în minoritate și vorbitori de alte limbi.